# Brugnac

Brugnac este o comună în departamentul Lot-et-Garonne din sud-vestul Franței. În 2009 avea o populație de 198 de locuitori.

## Evoluția populației
| An        | 1975 | 1982 | 1990 | 1999 | 2006 | 2009 |
| --------- | ---- | ---- | ---- | ---- | ---- | ---- |
| Populație | 203  | 178  | 190  | 167  | 184  | 198  |